# Флаг Тамбовского района (Амурская область)
Флаг муниципального образования Тамбо́вский район Амурской области Российской Федерации — опознавательно-правовой знак, служащий официальным символом муниципального образования.
Флаг утверждён 19 февраля 2009 года и внесён в Государственный геральдический регистр Российской Федерации с присвоением регистрационного номера 4766.

## Описание
«Прямоугольное полотнище с отношением ширины к длине 2:3, воспроизводящее композицию герба Тамбовского района в синем, белом, чёрном, красном и жёлтом цветах».
Геральдическое описание герба гласит: «В лазоревом (синем, голубом) поле летящий влево серебряный журавль с чёрными грудью и концами крыльев, червлёным (красным) затылком, золотыми клювом, глазами и ногами, сопровождаемый внизу двумя золотыми головками хлебных колосьев (левая больше), положенными веерообразно».

## Символика
Флаг разработан на основе герба района, который языком символов и аллегорий показывает исторические, экономические и природные особенности Тамбовского района.